# Hôtel de la Bulette
L’hôtel de la Bulle ou de la Bulette, situé place Sainte-Croix dans le quartier de la vieille ville de Metz, est un édifice gothique construit au XIVe siècle et remanié en totalité dans les années 1930.

## Contexte historique
La bourgeoisie de Metz s’enrichissant, elle fait de la cité une république oligarchique brillante. Les XIIIe et XIVe siècles constituent l’une des périodes les plus prospères dans l’histoire de Metz, qui compte alors près de 30 000 habitants, soit la plus grande concentration urbaine de Lorraine. Ses foires sont très fréquentées et sa monnaie, la première de la région jusqu’en 1300, est acceptée dans toute l’Europe. Preuve de la prospérité des citains, de nombreux hôtels particuliers voient le jour à la fin du Moyen Âge. 

## Construction et aménagements
L'Hôtel de la Bulette a été construit XIVe siècle. Il possède encore des fenêtres gothiques à l’attique, des créneaux et une échauguettes.

## Affectations successives
L’hôtel abrite au Moyen Âge l’administration de la Bulette, qui était un droit perçu sur les actes concernant les mutations, la jouissance ou l’engagement de la propriété foncière. L'Hôtel de la Bulette fut habité par un certain Lacour, puis par un certain Ledoyen. Ces deniers remisaient leurs fûts de vin très nombreux provenant de leurs exploitations. Le bâtiment sert un certain temps de prison au XVIe siècle. Il est remanié au XVIIe siècle.
En 1935, l’hôtel a presque totalement disparu, alors que débute la construction de l’hôpital Sainte-Croix. De l’ancienne façade, subsistent la couronne de créneaux avec les deux échauguettes latérales, ainsi que la rangée supérieure de fenêtres et l'ancien portail baroque est remplacé par une entrée d'apparence médiévale. Toutefois les caves voûtées de l'hôtel auront disparu dans la destruction de l'édifice original.
La porte monumentale du XVIIe siècle (vantaux compris), aujourd'hui déplacée rue des Récollets, et la façade sont inscrites au titre des monuments historiques, par arrêtés du 17 mars 1931 et du 11 mars 1933 respectivement.